# Seconda guerra di Slesia
La Seconda guerra di Slesia (1744–1745) fu parte della guerra di successione austriaca e seguì la tregua momentanea costituita dal trattato di Berlino. Concluso a fine luglio 1742, esso riconosceva alla Prussia il possesso di buona parte della Slesia,  esclusi il ducato di Teschen e gran parte di quelli di Troppau e Jägerndorf, che rimasero all'Austria.

## Premesse
La pace ottenuta da Maria Teresa con i Savoia e i successi asburgici contro la Baviera e sulla frontiera renana inquietarono Federico II, che era certo che prima o poi gli austriaci avrebbero tentato di riacquistare la provincia slesiana da lui ottenuta con la forza nella prima guerra di Slesia. Concluse quindi in segreto un'alleanza con la Francia e diversi alleati minori e nel 1744 invase la Boemia, aprendo così una seconda fase della guerra.

## Svolgimento e conseguenze
L'offensiva prussiana in Boemia, condotta con 80 000 uomini, si svolse con successo. Dopo un assedio di due settimane Praga dovette capitolare il 16 settembre. Inseguendo gli austriaci in ritirata, le linee di rifornimento prussiane si allungarono pericolosamente. L'esercito austriaco ne approfittò: anziché impegnare il nemico in battaglie su larga scala, scelse di impegnarsi in scontri minori e disturbarne i rifornimenti.
Questa tattica dilatoria ebbe successo, costringendo i prussiani a ritirarsi in Slesia. L'8 gennaio dell'anno successivo la situazione di Federico II era divenuta più critica, allorché Gran Bretagna, Paesi Bassi, Austria e Sassonia stipularono la Quadruplice Alleanza.
Nel giugno del 1745 un esercito austro-sassone al comando di Carlo Alessandro di Lorena e di Giovanni Adolfo II di Sassonia-Weißenfeld entrò in Slesia. Il 4 giugno l'esercito prussiano, al comando di Federico II, lo costrinse alla battaglia notturna di Hohenfriedberg. Malgrado degli errori tattici e la confusione in cui si svolse lo scontro, la superiorità e l'aggressività delle truppe prussiane permisero una chiara vittoria.
I prussiani ottennero il 30 settembre una seconda vittoria a Soor e così tutti i tentativi nemici di raggiungere Berlino vennero respinti.
In dicembre il principe Leopoldo I di Anhalt-Dessau, che combatteva con i prussiani, entrò in Sassonia ed il giorno 15 l'esercito austro-sassone, al comando del feldmaresciallo conte Federico Augusto Rutowski, fu sconfitto dai prussiani di Leopoldo a Kesselsdorf.
Il 25 dicembre la guerra si concluse con la pace di Dresda. Con questa l'Austria ed i suoi alleati riconobbero definitivamente la sovranità prussiana sulla Slesia e Federico II riconobbe a sua volta il marito di Maria Teresa, Francesco I Stefano di Lorena, quale legittimo imperatore del Sacro Romano Impero.